# アカシア (カクテル)
アカシアとは、ジンをベースとするショートドリンクである。このカクテルは、古くから存在するカクテルで、1928年にフランスのビアリッツで行われた、カクテルコンクールの優勝作品である。その名の通り、植物のアカシアをイメージして作られたカクテルだと言われている。

## 標準的なレシピ
- ドライ・ジン ： ベネディクティン ＝ 3：1
- キルシュワッサー ＝ 2drop または 2dash

### 作り方
ドライ・ジン、ベネディクティン、キルシュワッサーをシェークして、カクテル・グラス（容量75〜90ml程度）に注げば完成である。

### 備考
キルシュワッサーを2dashとしている本と、2dropとしてる本が存在する。